# Ли, Роберт Эдвард Младший
Роберт Эдвард Ли Младший (англ. Robert Edward "Rob" Lee, Jr.; 27 октября 1843 — 19 октября 1914) — младший сын генерала Конфедерации Роберта Эдварда Ли Старшего, артиллерийский офицер Армии Конфедерации в годы гражданской войны, впоследствии бизнесмен и писатель.

## Ранние годы
Роберт Ли Младший родился в 1843 году в усадьбе Арлингтон в семье Роберта Ли и Энн Кастис Ли. Он учился в некоторых местных школах в 1850-е года, пока его отец воевал в Мексике и служил суперинтендантом Вест-Пойнта. В отличие от двух свои старших братьев, он не думал о военной карьере, не служил в армии США, а в 1860 году поступил в Вирджинский Университет.

## Гражданская война
Когда началась Гражданская война, Роберт учился в университете. Он решил вступить в армию, но решено было, что он продолжит учиться. И только весной 1862 года, посоветовавшись с отцом, он записался в армию, став рядовым артиллерийской батареи Rockbridge Artillery. В конце марта батарея была направлена в долину Шенандоа, где присоединилась к армии Томаса Джексона в лагере Кэмп-Бьюкинен. Он принял участие в кампании в долине Шенандоа, после чего армия Джексона была отправлена к Ричмонду. В это время его отец как раз принял командование Северовирджинской армией.
В ходе Семидневной битвы батарея была задействована только в сражении при Малверн-Хилл, где понесла сравнительно небольшие потери. Затем батарею вместе с корпусом Джексона перебросили в Северную Вирджинию, и она участвовала во втором сражении при Булл-Ран, в составе дивизии генерала Тальяферро. 17 сентября батарея участвовала в сражении при Энтитеме, где занимала позицию у Данкар-Чеч и понесла ощутимые потери в перестрелке с федеральной артиллерией. Батарею отвели в тыл, и по пути она встретила генерала Ли. Ли был весь покрыт грязью и сажей, так что отец не сразу узнал его. «...когда же он узнал, кто я такой, он поздравил меня с тем, что я жив и здоров. Я сказал: 'Генерал, вы собираетесь снова послать нас в бой?' 'Да, мой сын', ответил он с улыбкой, 'И вы все должны сделать все, что сумеете, чтобы помочь остановить этих людей'».

## Семья
16 ноября 1871 года Ли женился на Шарлотте Тейлор, которая умерла бездетной 22 сентября 1872 года. 8 марта 1894 года он повторно женился в Вашингтоне на Джулиет Картер. В их семье было две дочери: Энн Картер (родилась 21 июня 1897) и Мэри Кертис (родилась 23 декабря 1900).